# Joshua King Ingalls
Joshua King Ingalls (Swansea, Massachusetts; 16 de julio de 1816-Glenora, Nueva York; 3 de marzo de 1899) fue escritor, inventor y ministro cristiano estadounidense. 

## Biografía
Ingalls estaba asociado con el anarcosindicalista Benjamin Tucker y los anarquistas de Boston: William Godwin, Herbert Spencer y Henry David Thoreau entre otros. Ingalls tomó contacto por primera vez con el Mutualismo de Pierre-Joseph Proudhon a través de los artículos escritos por el periodista Charles Anderson Dana titulados «socialismo europeo». Su pensamiento político estaba influenciado por el propio Proudhon, Josiah Warren y Stephen Pearl Andrews.
Al contrario que Tucker, creía que la fuente fundamental de todas las limitaciones a la libertad que sufre el individuo era la protección de las tierras ociosas (que no se encuentran en producción agrícola o ganadera, salvo que estén sujetas al barbecho) realizada por el Estado. Era también crítico con el monopolio de las tierras. También estaba en desacuerdo con la protección que ejercía el Gobierno del «monopolio bancario». Al igual que los anarquistas estadounidenses era partidario del Socialismo de mercado en el cual «cada hombre será recompensado según su trabajo» y cada persona recibiría «el producto total de su trabajo».

## Obras
- Economic Equities: A Compend of the Natural Laws of Industrial Production (Igualdades Económicas: Compendio de las leyes naturales de la producción industrial) (1887)
- Reminiscences of an Octogenarian in the Fields of Industrial and Social Reform (Reminiscencias de un octogenario en el campo de la reforma industrial y social) (1897)